# فرس البحر ذيل النمر
فرس البحر ذيل النمر (الاسم العلمي:Hippocampus comes) (بالإنجليزية: Tiger tail seahorse)‏ هو نوع من الأسماك يتبع جنس فرس البحر من فصيلة زمارات البحر.